# Jerzy Szelmeczka
Jerzy Szelmeczka SJ (ur. 29 czerwca 1919 w Janowcu Wielkopolskim, zm. 13 maja 1998 w Poznaniu) – polski duchowny rzymskokatolicki, jezuita, duszpasterz akademicki, doktor nauk matematycznych, nauczyciel akademicki Katolickiego Uniwersytetu Lubelskiego.

## Życiorys
Syn Jana i Władysławy z d. Adamskiej. W 1939 roku ukończył Mazowiecką Szkołę Podchorążych Rezerwy Artylerii w Zambrowie. Przydzielony do 17 Wielkopolskiej Dywizji Piechoty, brał udział w kampanii polskiej. 15 września 1939 roku został ranny podczas walk w obronie Twierdzy Brzeskiej. 15 maja 1945 roku w Kaliszu wstąpił do Towarzystwa Jezusowego. 29 czerwca 1952 roku w Krakowie przyjął święcenia kapłańskie. Po ukończeniu teologii, rozpoczął studia matematyczne na Uniwersytecie Marii Curie-Skłodowskiej w Lublinie, które ukończył w 1961 roku na Uniwersytecie Adama Mickiewicza w Poznaniu. Następnie pełnił funkcję duszpasterza akademickiego KUL. Od 1964 do 1984 roku pracował w Katedrze Matematyki na Wydziale Filozofii Chrześcijańskiej Katolickiego Uniwersytetu Lubelskiego (kolejno jako asystent, starszy asystent, adiunkt i starszy wykładowca). W 1971 roku na UAM uzyskał stopień doktora matematyki.

## Rozpracowywany przez Służbę Bezpieczeństwa
Informacje na jego temat Służba Bezpieczeństwa gromadziła głównie w ramach spraw dotyczących Duszpasterstwa Akademickiego KUL, w którym posługiwał od 1961 roku (zwłaszcza sprawa krypt. „Ciuchy”). Jego pracę i życie osobiste kontrolowano m.in. poprzez sieć tajnych współpracowników. Jak wynika z materiałów, jego głównym zadaniem podczas pobytu w Lublinie było „organizowanie życia religijnego w państwowych ośrodkach akademickich” oraz praca duszpasterska wśród kadry naukowej miasta. Zamierzenia SB wobec Jerzego Szelmeczki i pozostałych lubelskich jezuitów-duszpasterzy akademickich obejmowały, poza nielegalną perlustracją korespondencji czy dokumentowaniem ich wystąpień, także działania mające na celu ich dyskredytowanie w środowisku akademickim oraz inne formy represji (np. w odniesieniu do Jerzego Szelmeczki rozważano możliwość niedopuszczenia do uzyskania przez niego stopnia doktora). Materiały go dotyczące zbierano ponadto od 1964 roku w ramach Teczki Ewidencji Operacyjnej na Księdza (tzw. TEOK).
Instytut Pamięci Narodowej przygotował rozbudowany wpis na temat materiałów gromadzonych wobec niego przez organy bezpieczeństwa państwa. Jego dane zostały umieszczone w tzw. katalogu osób „rozpracowywanych”.